# Modjo (Modjo)
Modjo è l'album di debutto eponimo dell’omonimo gruppo musicale house francese, pubblicato il 18 settembre 2001 dall'etichetta discografica MCA.
Il CD contiene il successo mondiale del gruppo Lady (Hear Me Tonight), tormentone estivo del 2000.

## Tracce
CD (Modjo 589 052-2 (UMG) / EAN 0731458905226)
1. Acknowledgement – 3:04 (Destangol, Tranchart)
2. Chillin' – 4:51 (Destagnol, Tranchart)
3. Lady (Hear Me Tonight) – 5:04 (Destagnol, Tranchart)
4. Too Good to Be True – 1:25 (Destagnol, Tranchart)
5. Peace of Mind – 3:14 (Destagnol, Tranchart)
6. What I Mean – 4:10 (Destagnol, Tranchart)
7. Music Takes You Back – 4:12 (Destagnol, Tranchart)
8. No More Tears – 6:15 (Destagnol, Tranchart)
9. Rollercoaster – 4:11 (Cerrone, Destagnol)
10. On Fire – 6:33 (Cerrone, Destagnol)
11. Savior Eyes – 5:11 (Cerrone, Destagnol)
12. Lady (Hear Me Tonight) (Acoustic Version) – 3:13 (Destagnol, Tranchart)

Durata totale: 51:23

## Classifiche
| Classifica (2001) | Posizione raggiunta |
| ----------------- | ------------------- |
| Svizzera          | 13                  |
| Francia           | 21                  |
| Finlandia         | 39                  |
| Austria           | 41                  |